# Chris Brown
Christopher Maurice "Chris" Brown, född 5 maj 1989 i Tappahannock i Virginia, är en amerikansk sångare, dansare, och skådespelare.

## Biografi
Chris Brown är född och uppvuxen i Tappahannock, Virginia och son till Joyce Hawkins och Clinton Brown. Han är självlärd inom sång och dans sedan ung ålder och var delaktig i sin kyrkokör och ett flertal talangtävlingar. Han lät sig inspireras av artisterna som hans föräldrar lyssnade på hemma, såsom Michael Jackson, Sam Cooke, Stevie Wonder, Donny Hathaway, Anita Baker och Aretha Franklin. Innan han blev en sångare var han intresserad av att bli rappare, men blev i stället sångare när hans mor påpekade hans fina sångröst.
Vid 13 års ålder började Brown och hans mor leta efter möjligheter till ett skivkontrakt. Han upptäcktes av ett lokalt produktionsteam som besökte hans fars bensinstation under sökandet av nya talanger. 15 år gammal fick Brown uppträda för LA Reid och skrev 2004 på ett avtal med Jive Records.
I början av 2005 började Brown att arbeta på sitt debutalbum, där han arbetade med artister som Scott Storch, The Underdogs, Dre & Vidal, Bryan-Michael Cox, Bow Wow och Jermaine Dupri. Senare samma år släpptes det självbetitlade albumet som kom på andra plats i Billboard 200. Den medföljande debutsingeln Run It! nådde första plats i Billboard Hot 100.

### Privatliv
Den 25 augusti 2009 blev Brown dömd till fem års villkorlig dom och 180 dagars samhällstjänst för att ha misshandlat sin före detta flickvän Rihanna. I domen ingår också ett besöksförbud vilket betyder att Brown inte får närma sig Rihanna mer än 50 yards (knappt 50 meter). På grund av denna dom har Brown under turné nekats inresetillstånd till Kanada år 2015 och Storbritannien år 2010 och konserterna fick därför ställas in.

## Diskografi

### Studioalbum
- 2005 – Chris Brown
- 2007 – Exclusive
- 2008 – Exclusive - The Forever Edition
- 2009 – Graffiti
- 2011 – F.A.M.E
- 2012 – Fortune
- 2013 – X
- 2015 – Royalty
- 2017 – Heartbreak on a Full Moon
- 2019 – Indigo
- 2020 – Slime & B

### Singlar
- 2005 - "Run It!" ft. Juelz Santana
- 2005 - "Yo (Excuse Me Miss)"
- 2006 - "Gimme That" ft. Lil' Wayne
- 2006 - "Say Goodbye
- 2006 - "Poppin'"
- 2007 - "Wall to wall"
- 2007 - "I Wanna Be"
- 2007 - "With You"
- 2007 - "Take You Down"
- 2007 - "No Air" ft. Jordin Sparks
- 2008 - "Forever"
- 2008 - "Kiss Kiss" ft. T-Pain
- 2008 - "Superhuman" ft. Keri Hilson
- 2009 - "Freeze" ft.
- 2009 - "I Can Transform Ya" ft. Lil' Wayne och Swizz Beatz
- 2009 - "Crawl"
- 2009 - "Sing Like Me"
- 2009 - "Lucky Me"
- 2010 - "Deuces" ft. Kevin McCall & Big Sean
- 2010 - "No Bullshit"
- 2010 - "Yeah 3x"
- 2011 - "Champion" (Med Chipmunk)
- 2011 - "My Last" ft. Big Sean
- 2011 - "Beautiful People" ft. Benny Benassi
- 2011 - "Next to You" ft. Justin Bieber
- 2011 - "Look At Me Now" ft. Lil Wayne, Busta Rhymes
- 2011 - "Strip" ft. Kevin McCall
- 2012 - "Turn Up The Music"
- 2012 - "Turn Up the Music (Remix)" ft. Rihanna
- 2012 - "Sweet Love"
- 2012 - "Put It Down" ft. Brandy
- 2012 - "Till I Die" ft. Wiz Khalifa, Big Sean
- 2012 - "Don't Wake Me Up"
- 2012 - "Don't Judge Me"
- 2013 - "Fine China"
- 2014 - "Loyal" ft. Lil Wayne & Tyga
- 2015 - "Liquor"
- 2015 - "Zero"
- 2015 - "Back to Sleep"
- 2015 - "Fine By Me"
- 2016 - "Paradise" ft. Benny Benassi
- 2016 - "Grass Ain't Greener"
- 2019 - "Undecided"

## Filmografi

### TV
- 2006: Christmas in Washington - Sig själv
- 2007: Chris Brown: Journey to South Africa - Sig själv
- 2007: The O.C. - Will Tutt
- 2008: The Suite Life of Zack & Cody - Sig själv
- 2011: Tosh.0 - Sig själv

### Film
- 2007: Stomp the Yard - Duron
- 2007: This Christmas - Michael "Baby" Whitfield
- 2010: Takers - Jesse Attica
- 2012: Think Like a Man -  Alex
- 2013: Battle of the Year: The Dream Team
- 2017: Welcome to my life - Andrew Sandler